# Joseph W. Prueher

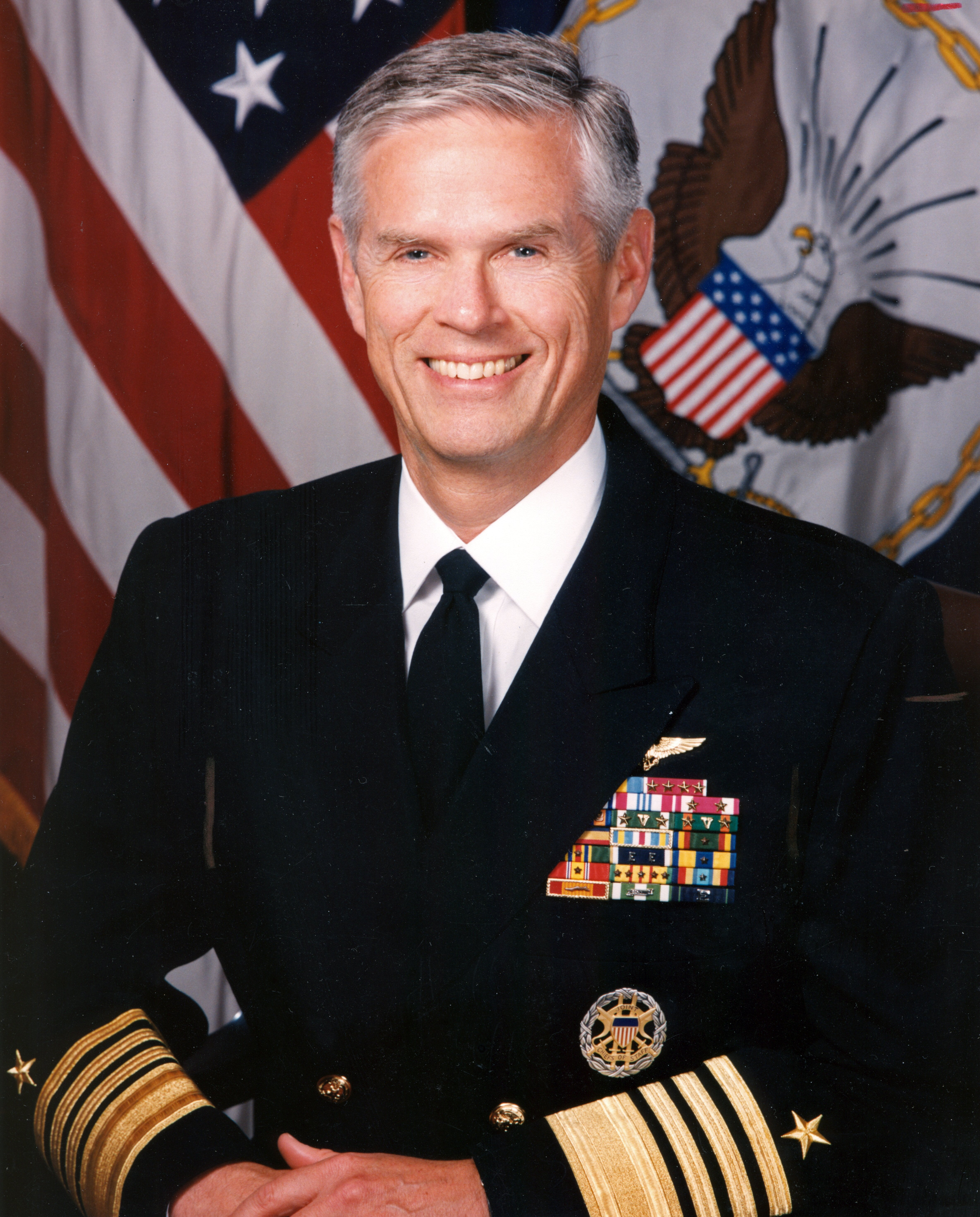
Admiral Joseph W. Prueher (1996)

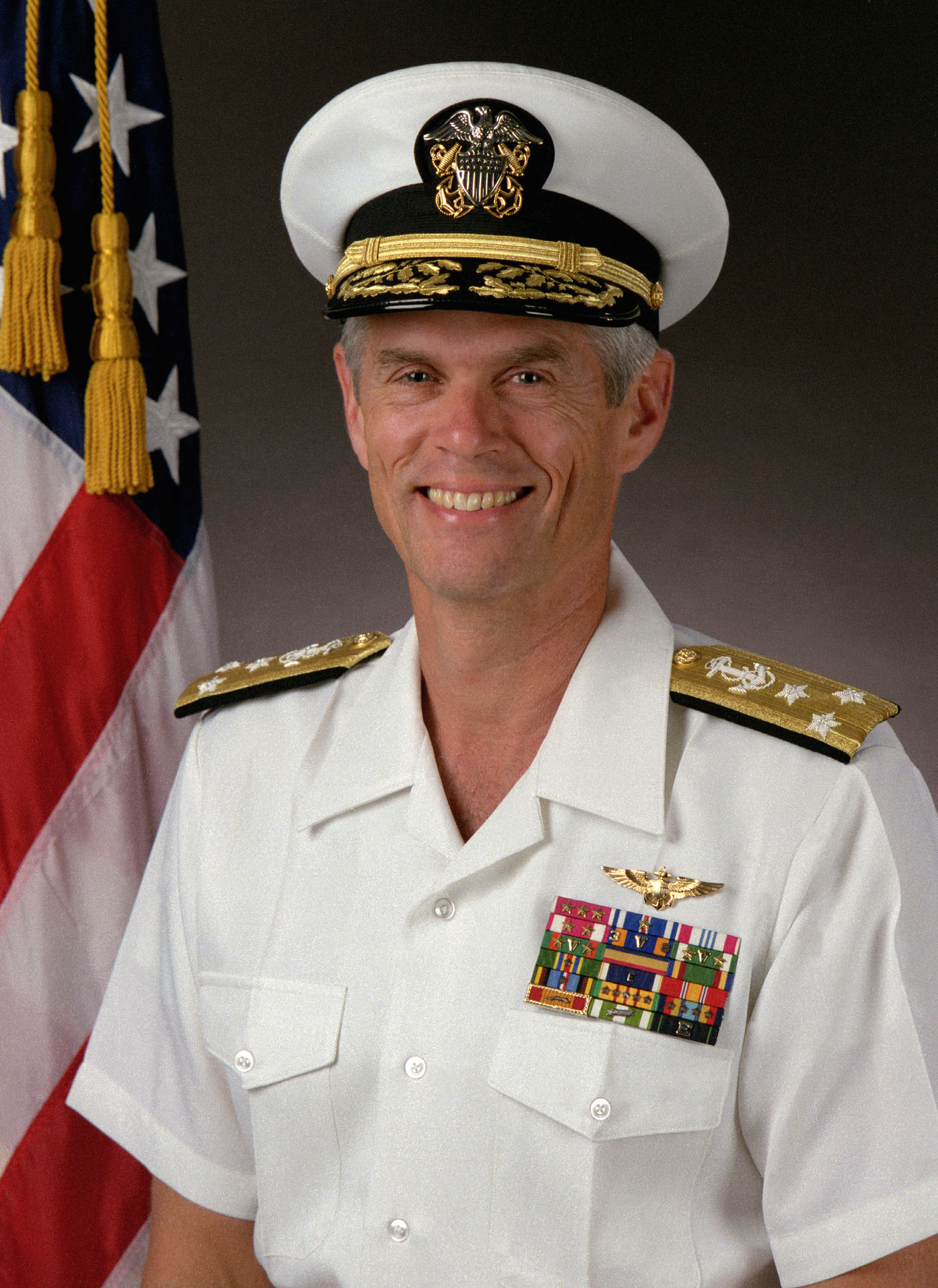
Vizeadmiral Joseph W. Prueher (1992)

Joseph Wilson Prueher, Jr. (* 25. November 1942 in Nashville, Tennessee) ist ein ehemaliger Admiral der US Navy, Diplomat sowie Wirtschaftsmanager, der zuletzt zwischen 1996 und 1999 Befehlshaber des United States Pacific Command (USPACOM) sowie von 1999 bis 2001 Botschafter in der Volksrepublik China war.

## Leben

### Marineoffizier und Aufstieg zum Admiral
Prueher begann nach dem Besuch der Montgomery Bell Academy in Nashville 1960 ein Studium im Fach Marinewissenschaften an der US Naval Academy in Annapolis, das er 1964 mit einem Bachelor of Science (B.S. Naval Science) abschloss. Im Anschluss folgten Verwendungen als Offizier und Stabsoffizier in verschiedenen Marineeinheiten. Daneben absolvierte er ein postgraduales Studium im Fach Internationale Beziehungen an der George Washington University, das er mit einem Master of Science (M.S. International Relations) beendete, sowie einen Studiengang am Naval War College (NWC) in Newport. 1989 wurde Kapitän zur See Prueher Commandant of Midshipmen und war als solcher bis 1990 stellvertretender Kommandant der US Naval Academy sowie zuständig für die Ausbildung der Offizieranwärter der Marine (Midshipman).
Prueher wurde 1991 Flottillenadmiral und Kommandeur der Flugzeugträgergruppe Eins (Carrier Group One). Er löste im Dezember 1993 Vizeadmiral Thomas J. Lopez als Kommandeur der Sechsten US-Flotte (US Sixth Fleet) ab und bekleidete diesen Posten bis zu seiner Ablösung durch Vizeadmiral Donald L. Pilling im April 1995. Zugleich war er in dieser Zeit in Personalunion auch Kommandeur der in Neapel stationierten Marineangriffs- und Unterstützungskräfte der NATO in Südeuropa STRIKFORNATO (Naval Striking and Support Forces Southern Europe). Im April 1995 löste er Admiral Stanley R. Arthur als Vice Chief of Naval Operations ab und war damit bis zu seiner Ablösung durch Admiral Jay L. Johnson im April 1996 stellvertretender Kommandeur der Marineoperationen und der zweithöchste Offizier der US Navy.
Zuletzt wurde Prueher am 31. Januar 1996 als Nachfolger von Admiral Richard C. Macke Oberbefehlshaber des US Pacific Command, eines von sechs teilstreitkräfteübergreifenden Regionalkommandos der US-Streitkräfte und zuständig für den pazifischen und südostasiatischen Raum. Am 20. Februar 1999 übergab er dieses Oberkommando an Admiral Dennis C. Blair und ging in den Ruhestand.
Für seine militärischen Verdienste wurde Prueher mehrfach ausgezeichnet und erhielt unter anderem die Defense Distinguished Service Medal, Legion of Merit, Meritorious Service Medal, Navy Achievement Medal, Navy Commendation Medal sowie die Navy Distinguished Service Medal.

### Botschafter in Volksrepublik China und Wirtschaftsmanager
Nach seinem Ausscheiden aus dem aktiven Militärdienst wurde Prueher am 15. Dezember 1999 Nachfolger von Jim Sasser als Botschafter in der Volksrepublik China und übte dieses Amt bis zum 1. Mai 1999 aus. Nachfolger wurde am 28. Juli 1999 Clark T. Randt, ein auf chinesisches Recht spezialisierter Rechtsanwalt der Anwaltskanzlei Shearman & Sterling in New York City. Während dieser Zeit engagierte er sich auch im Council of American Ambassadors, in der American Academy of Diplomacy, im Council on Foreign Relations sowie als Vorstandsmitglied im National Committee on US-China Relations und als Verwaltungsratsmitglied von Partnership for Public Service.
Nachdem Prueher aus dem diplomatischen Dienst ausgeschieden war, wechselte er in die Privatwirtschaft und wurde 2001 Vorstandsmitglied des Mischkonzerns Emerson Electric Company, des Finanzdienstleistungsinstituts Merrill Lynch sowie des Lebensversicherungsunternehmens New York Life. Darüber hinaus wurde er 2003 Vorstandsmitglied des Mineralölunternehmens Fluor Corporation und fungierte ferner als Mitglied der Vorstände des privaten Sicherheits- und Militärunternehmen DynCorp, von McNeil Technologies und der Wornick Company.
Des Weiteren hatte er eine Professur an der Stanford University inne und fungiert auch als Vorstandsmitglied der Montgomery Bell Academy.

## US-amerikanische Dekorationen
Auswahl der Dekorationen, sortiert in Anlehnung der Order of Precedence of Military Awards:
- Defense Distinguished Service Medal
- Navy Distinguished Service Medal
- Legion of Merit (5 x)
- Distinguished Flying Cross (2 x)
- Defense Meritorious Service Medal
- Meritorious Service Medal (3 x)
- Air Medal
- Navy & Marine Corps Commendation Medal (3 x)
- Navy & Marine Corps Achievement Medal (3 x)